# الحجلين (الضليعة)

تعديل مصدري - تعديل

الحجلين هي إحدى قرى عزلة الضليعة بمديرية الضليعة التابعة لمحافظة حضرموت، بلغ تعداد سكانها 823 نسمة حسب تعداد اليمن لعام 2004.